# Канабек
Канабе́к (каз. Қанабек) — село у складі Каратальського району Жетисуської області Казахстану. Входить до складу сільського округу Жолбарис-батира.
У радянські часи село називалось Красний Восток.
Населення — 722 особи (2021; 684 у 2009, 936 у 1999, 705 осіб у 1989).